# Vince McMahon
Vincent Kennedy McMahon (ur. 24 sierpnia 1945 w Pinehurst), dawniej Vincent Kennedy Lupton – amerykański główny zarządca firmy związanej z wrestlingiem, World Wrestling Entertainment, W latach 1982–2022 pełnił funkcję dyrektora generalnego i prezesa rady dyrektorów. Jest byłym prezesem wykonawczym spółki-matki promocji, TKO Group Holdings. Wcześniej przez 40 lat pełnił funkcję prezesa, dyrektora generalnego i akcjonariusza kontrolnego WWE. Były właściciel areny Cape Cod Coliseum i drużyny hokejowej Cape Cod Buccaneers, założyciel organizacji kulturystycznej World Bodybuilding Federation i ligi futbolu amerykańskiego XFL, miliarder. Jest synem poprzedniego właściciela firmy, Vincenta McMahona Sr., i wnukiem jej założyciela, Jessa McMahona. Jego działania przyczyniły się do popularyzacji wrestlingu, który z rozrywki niszowej stał się mainstreamową.
Po ujawnieniu oskarżeń o nadużycia seksualne w czerwcu 2022 roku, kiedy McMahon zapłacił „potajemne pieniądze” w wysokości 3 mln dolarów byłej pracowniczce, z którą rzekomo miał romans, McMahon dobrowolnie ustąpił ze stanowiska prezesa zarządu i dyrektora generalnego 17 czerwca 2022 roku, w oczekiwaniu na dochodzenie wewnętrzne, a jego córka Stephanie McMahon została mianowana tymczasowym dyrektorem generalnym oraz tymczasowym prezesem rady dyrektorów WWE. 22 lipca 2022 roku, Vince McMahon oficjalnie ogłosił przejście na emeryturę, a jego powrót do WWE jako prezesa wykonawczego został potwierdzony w styczniu 2023 roku. W kwietniu tego roku ogłoszono fuzję pomiędzy WWE i Endeavor Group Holdings, właścicielem promocji mieszanych sztuk walki Ultimate Fighting Championship (UFC); McMahon będzie pełnić funkcję prezesa wykonawczego nowej połączonej spółki. McMahon później zrezygnował z TKO w styczniu 2024 roku po zarzutach dotyczących handlu ludźmi w celach seksualnych i napaści na tle seksualnym.

## Wczesne życie
Jego rodzice poznali się w Karolinie Północnej, gdzie jego ojciec stacjonował wraz ze strażą przybrzeżną w czasie II wojny światowej. Jego ojcem był główny zarządca World Wide Wrestling Federation, Vincent James McMahon, a matką kelnerka Vicky Askew. Razem mieli dwóch synów, kolejno Rodericka i Vincenta Kennedy’ego McMahona. Para rozstała się krótko po narodzinach młodszego z synów. Vincent James McMahon ożenił się ponownie z kobietą o imieniu Juanita z domu Wynne.
Vincent Kennedy McMahon urodził się 24 sierpnia 1945 w Pinehurst w Karolinie Północnej. Po rozstaniu rodziców zamieszkał z matką i jej nowym mężem, Leo Luptonem, po którym przejął nazwisko. Rodzina mieszkała w przyczepie marki New Moon o długości ośmiu stóp, zaparkowanej w Havelock w Karolinie Północnej. Vince McMahon ocenia swojego ojczyma negatywnie. W jednym z wywiadów powiedział To niefortunne, że umarł, zanim mogłem go zabić. Według relacji McMahona, Leo Lupton bił jego matkę i jego samego.
Swojego rodzonego ojca poznał w wieku 12 lat, a jako nastolatek zaczął spędzać więcej czasu z Vincentem Jamesem i Juanitą McMahonami. W latach 60. XX wieku Vincent Kennedy Lupton zmienił swoje nazwisko z powrotem na McMahon i przeprowadził się do domu ojca. W młodości Vince McMahon często był zabierany przez ojca do pracy, gdzie mógł obserwować kulisy organizacyjne gal wrestlingu.
Ma ADD i dysleksję, w związku z czym ojciec zapisał go do szkoły wojskowej. W 1968 Vince McMahon ukończył studia na wydziale przedsiębiorczości uniwersytetu East Carolina University. Po zakończeniu edukacji podejmował się różnych zawodów, między innymi akwizytora i pracownika kamieniołomu.

## Kariera biznesowa

### World Wrestling Entertainment
Vince McMahon od czasów nastoletnich chciał być wrestlerem, czemu jego ojciec, główny zarządca World Wide Wrestling Federation (WWWF), był przeciwny, ale w 1969 dał mu posadę konferansjera w programie All-Star Wrestling, a w 1971 oddał mu pod kontrolę oddział swojej firmy w Bangor w stanie Maine. Vince McMahon osiągnął sukces jako regionalny promotor wrestlingu i dodatkowo pełnił rolę komentatora na swoich galach. W ciągu kolejnych lat stawał się coraz bardziej wpływowym pracownikiem firmy. W 1979 nakłonił ojca do zmiany nazwy organizacji na krótszą, World Wrestling Federation (WWF).
W 1979 razem z żoną, Lindą McMahon, założył firmę Titan Sports Inc., a w 1982 kupił organizację World Wrestling Federation (WWF) od swojego ojca i jego partnerów biznesowych: Phila Zacko, Arnolda Skaalanda i Roberta „Gorilla Monsoon” Marelli. Titan Sports stało się firmą sankcjonującą WWF. W tym czasie organizacja obejmowała swoim zasięgiem Maryland, Pensylwanię, Nowy Jork, Delaware, New Jersey, Connecticut, Rhode Island, Massachusetts, New Hampshire, Vermont, Maine i Dystrykt Kolumbia. Jako właściciel organizacji Vince McMahon dokonał znaczącej ekspansji. W 1983 wypowiedział członkostwo lidze National Wrestling Alliance (NWA) i zawarł umowę z USA Network na emitowanie gal WWF w telewizji kablowej. Popularni wrestlerzy z innych terytoriów zaczynali przyłączać się do organizacji w zamian za obietnicę szerszego rozgłosu i wyższej pensji. W ciągu kolejnych 10 lat Vince McMahon przeciągnął do swojej organizacji wielu kluczowych zawodników z innych terytoriów, takich jak: Hulk Hogan, “Rowdy” Roddy Piper, The Iron Sheik, Jimmy “Superfly” Snuka, Paul Orndorff, The Fabulous Moolah, Koko B. Ware, Ricky Steamboat, Randy Savage, The Honky Tonk Man, Jim Duggan, Bret “Hit Man” Hart, Harley Race, Ted DiBiase, Rick Rude, The Ultimate Warrior, Shawn Michaels, Mr. Perfect, Dusty Rhodes, Mark Calaway (The Undertaker) i Ric Flair. Nie chcąc zmieniać dotychczasowych praktyk inne należące do National Wrestling Alliance, organizacje zaczęły upadać. Również kluczowe w popularyzacji wrestlingu przez McMahona było wykorzystanie branży muzycznej i między innymi wyemitowanie jednej z gal na popularnym wówczas kanale muzycznym MTV.
Na początku lat 90. firmie McMahona zaszkodził skandal sterydowy. 26 czerwca 1991 były lekarz pracujący dla WWF, George T. Zahorian III, przyznał się przed sądem do dystrybucji nielegalnych substancji na terenie firmy i między innymi zaopatrzenia Hulka Hogana, głównej gwiazdy gal, w sterydy anaboliczne w celu poprawy jego umiejętności i budowy ciała, a nie ze względów medycznych. W 1993 zarzuty postawiono samemu Vince’owi McMahonowi. 18 listopada został oskarżony o kooperację z George’em T. Zahorianem III i współudział w dystrybucji sterydów anabolicznych dla wrestlerów. 22 lipca 1994 sąd oczyścił McMahona ze wszystkich postawionych mu zarzutów.
W 2001 McMahon wykupił World Championship Wrestling, swoją główną konkurencję, za 4,2 miliony dolarów, tym samym czyniąc swoją firmę monopolistą w dziedzinie wrestlingu.
W 2002 Vince McMahon zmienił nazwę WWF na World Wrestling Entertainment (WWE) z powodu przegranej sprawy sądowej o naruszenie znaku towarowego i niedotrzymanie warunków umowy dotyczącej jego wykorzystania. Sprawę do sądu wniosła fundacja World Wide Fund for Nature również używająca akronimu WWF.
22 lipca 2008 WWE wydało oświadczenie o tym, że firma przyjmie familijny format. Analitycy za powody przyjęcia przez firmę familijnego formatu często wskazują kampanię wyborczą do Senatu Stanów Zjednoczonych żony prezesa WWE, Lindy McMahon, a także kontrowersje związane z tragedią wrestlera Chrisa Benoit, który zamordował swoją rodzinę i popełnił samobójstwo. Tragedia Benoit zwróciła uwagę opinii publicznej na problemy WWF związane z używaniem sterydów wśród wrestlerów i częstymi urazami głowy prowadzącymi do uszkodzenia mózgu.
W kwietniu 2022 roku, zarząd WWE rozpoczął śledztwo w sprawie ugody w wysokości 3 milionów dolarów, którą McMahon zapłacił za rzekomy romans z byłą pracowniczką firmy. Dochodzenie ujawniło również inne umowy o zachowaniu poufności związane z roszczeniami innych kobiet w firmie przeciwko McMahonowi i dyrektorowi Johnowi Laurinaitisowi, na łączną kwotę 12 milionów dolarów. Po ujawnieniu tych oskarżeń w czerwcu 2022 roku, 17 czerwca 2022 roku McMahon dobrowolnie ustąpił ze stanowiska prezesa rady dyrektorów i dyrektora generalnego WWE w oczekiwaniu na wewnętrzne dochodzenie, a jego córka Stephanie McMahon została mianowana tymczasowym dyrektorem generalnym oraz tymczasowym prezesem rady dyrektorów WWE. McMahon jednak nadal nadzorował WWE creative i rozwój treści WWE. 22 lipca 2022 roku, Vince McMahon oficjalnie ogłosił przejście na emeryturę, a jego córka Stephanie McMahon wraz z Nickiem Khanem zostali współ-dyrektorami generalnymi WWE, a sama Stephanie została prezesem rady dyrektorów. Następnie Triple H zastąpił Vince’a McMahona na stanowisku szefa WWE creative.
5 stycznia The Wall Street Journal ogłosił, że McMahon planuje powrót do WWE jako prezes wykonawczy, przed nadchodzącymi negocjacjami dotyczącymi praw medialnych w 2024 roku, a także w celu zbadania potencjalnej sprzedaży firmy. 6 stycznia WWE opublikowało zgłoszenie w SEC, mianując samego Vince’a McMahona, George’a Barriosa i Michelle Wilson z powrotem do Rady Dyrektorów WWE. 10 stycznia McMahon objął stanowisko prezesa wykonawczego rady dyrektorów WWE.
3 kwietnia 2023 roku Endeavor ogłosił umowę, na mocy której WWE połączy się z UFC, tworząc nową spółkę notowaną na giełdzie pod symbolem „TKO”. Endeavor będzie posiadał 51% udziałów w „TKO”, a akcjonariusze WWE będą mieli 49% udziałów, wyceniając WWE na 9,3 miliarda dolarów. Umowa dodatkowo przyznaje McMahonowi dożywotnią kadencję na stanowisku prezesa wykonawczego, prawo do nominowania pięciu przedstawicieli WWE do 11-osobowego zarządu, a także prawo weta w stosunku do niektórych działań nowej firmy. Ponadto McMahon będzie właścicielem 34% nowej spółki z 17% udziałem w głosach. 15 października 2023 roku ogłoszono, że dyrektor generalny Endeavour Group Holdings, Ari Emanuel, wezwał do usunięcia McMahona z władzy twórczej WWE, a następnie przekazał Triple H’owi odpowiedzialność za kierowanie 99,9% twórczości do przodu. W rezultacie McMahon nie jest już zaangażowany w kierownictwo twórcze firmy WWE.
W styczniu 2024 roku Janel Grant, była pracowniczka centrali WWE w latach 2019–2022, złożyła pozew przeciwko WWE i TKO (przez pełnomocnika). Grant zarzuciła, że McMahon zmusił ją do stosunku seksualnego i wraz z dyrektorem WWE Johnem Laurinaitisem i wrestlerem WWE, który był także byłym zawodnikiem UFC (The Wall Street Journal zidentyfikował go jako Brock Lesnar), handlował nią w celach seksualnych i wielokrotnie wykorzystywał seksualnie i zaatakował ją w latach 2020–2021. Grant zarzuciła, że padła ofiarą „skrajnego okrucieństwa i poniżenia” przez McMahona, w tym wypróżnienia podczas stosunku seksualnego. Grant oświadczyła, że McMahon zgodził się zapłacić jej 3 miliony dolarów w 2022 roku w zamian za NDA, ale przestał płacić po wypłaceniu zaledwie 1 miliona dolarów po pierwszym publicznym ujawnieniu zarzutów o niewłaściwe zachowanie na tle seksualnym w tym samym roku. Prokuratorzy federalni wezwali McMahona do sądu i zajęli się złożonym wnioskiem. Dzień po zgłoszeniu roszczeń, 26 stycznia 2024 roku Vince McMahon złożył rezygnację z TKO. W oświadczeniu McMahon powiedział, że decyzja została podjęta „z szacunku dla WWE Universe, TKO, akcjonariuszy i partnerów biznesowych”.

### Inne przedsięwzięcia
W 1979, zanim przejął World Wrestling Federation, kupił arenę Cape Cod Coliseum, na której organizowane były różne wydarzenia związane z rozrywką.
W 1981 kupił drużynę hokejową Cape Cod Buccaneers, grającą w lidze Atlantic Coast Hockey League (ACHL)
Od 1991 do 1993 prowadził organizację kulturystyczną World Bodybuilding Federation.
W 2001 założona przez niego liga futbolu amerykańskiego XFL rozegrała swój pierwszy i jedyny sezon.

### Majątek
W 2000 Forbes po raz pierwszy ogłosiło, że Vince McMahon jest miliarderem, jednak wartość akcji WWE spadła w ciągu kolejnego roku i McMahon ponownie osiągnął wartość netto majątku powyżej miliarda dolarów amerykańskich w 2014. W 2018 został umieszczony na 1394 miejscu Listy najbogatszych ludzi świata magazynu Forbes. Jego wartość netto została oszacowana na 1,7 miliarda dolarów. Jego firma World Wrestling Entertainment w 2017 odnotowała najwyższe dochody w swojej historii. Wynosiły one rekordowe 800,96 miliona dolarów amerykańskich. Jednocześnie w tym okresie programy WWE miały najniższą oglądalność w historii. 9 lipca 2018 odcinek WWE Raw miał rekordowo niską oglądalność 2,470 milionów osób.

## Kariera wrestlerska
Przez całe życie Vince McMahon walczył tylko dla własnej organizacji, World Wrestling Federation / Entertainment. Jego trenerem był Tom Prichard. Każdemu wejściu Vince’a McMahona na arenę towarzyszył utwór muzyczny „No Chance In Hell” autorstwa Jima Johnstona. Charakterystyczny dla McMahona był też dumny krok zwany strutem.

### Montreal Screwjob (1997)
Do 1997 fakt, że Vince McMahon był w rzeczywistości właścicielem WWF był tajemnicą poliszynela. W swoich programach zajmował się przede wszystkim komentowaniem walk i przeprowadzaniem wywiadów. Nie był częścią wątków fabularnych. Zmieniło się to w wyniku kontrowersyjnego incydentu znanego jako Montreal Screwjob w 1997. W rzeczywistości Vince McMahon wspólnie z wrestlerem Shawnem Michaelsem i sędzią Earlem Hebnerem oszukał Breta Harta w sprawie planowanego zakończenia walki o pas mistrzowski WWF Championship na gali Survivor Series. 9 listopada 1997 pretendent do tytułu Shawn Michaels założył mistrzowi Bretowi Hartowi chwyt Sharpshooter i choć mistrz się nie poddał, sędzia Earl Hebner kazał przerwać walkę i ogłosił zwycięstwo Michaelsa, a Vince McMahon był w pobliżu ringu aby osobiście nadzorować przebieg spisku.
Tydzień po Montreal Screwjob, w odcinku Monday Night Raw, komentator Jim Ross przeprowadził wywiad z Vince’em McMahonem. McMahon wyraził opinię, że Bret Hart jest sam sobie winny i przełamał czwartą ścianę, ujawniając, że wrestler odmówił wykonania polecenia przegrania walki z Shawnem Michaelsem. Niedługo po tych wydarzeniach Vince McMahon zaadaptował sceniczną osobowość złego szefa o pseudonimie Mr. McMahon i zaczął odgrywać znaczącą rolę w wielu wątkach fabularnych WWF oraz brać udział w walkach jako zawodnik.

### Rywalizacja ze Steve’em Austinem (1998–1999)
19 stycznia 1998 prezes WWF, Mr. McMahon, wystąpił w ringu wspólnie z bokserem Mikiem Tysonem, aby ogłosić, że Tyson będzie specjalnym sędzią w walce na gali WrestleManii 14. Segment został jednak przerwany przez Stone Colda Steve’a Austina, który zaczął szydzić z Tysona i wdał się z nim w bójkę. Stone Cold i Tyson musieli zostać rozdzieleni przez 50 osób, a McMahon zaczął krzyczeć w stronę Austina Zrujnowałeś to! i kopać wrestlera po głowie. 29 marca na gali Wrestlemania 14 Stone Cold zmierzył się w walce o głównypas WWF z mistrzem Shawnem Michaelsem. Austin wygrał, a po walce okazało się, że cały czas współpracował z sędzią, Mikiem Tysonem. 30 marca w odcinku Raw Is War Mr. McMahon zaprezentował Austinowi nowy pas i poinformował, że oczekuje od niego ustępliwości. Austin w odpowiedzi zaatakował McMahona manewrem Stunner. Był to początek ich rywalizacji. McMahon stosował różne przekręty i wykorzystywał takich wrestlerów jak Mick Foley, Kane i The Rock aby zdetronizować mistrza. 15 listopada 1998 McMahon utworzył stajnię The Corporation, która była złożona z ludzi szczególnie wiernych właścicielowi WWF. Należał do niej między innymi syn Vince’a McMahona, Shane McMahon.
24 stycznia 1999 Mr. McMahon wziął udział w głównej walce na Royal Rumble, w której główną nagrodą była walka o mistrzostwo WWF Championship na najbliższej WrestleManii. Ta bitwa była poświęcona głównie konfliktowi Steve’a Austina i jego przełożonego, Mr. McMahona, choć obaj większość czasu spędzili poza ringiem. Stone Cold Steve Austin wszedł na ring jako pierwszy, a Mr. McMahon jako drugi. Obaj uczestniczyli w tej walce do samego końca. W pewnym momencie opuścili ring przechodząc pod najniższą liną, co oznacza, że nie zostali wyeliminowani. Ich walka przeniosła się za kulisy, a do atakowania Austina przyłączyła się stajnia McMahona, The Corporation. Stone Cold został odwieziony ambulansem do szpitala, a McMahon dołączył do ekipy komentatorskiej. Później jednak Austin powrócił na wydarzenie tym samym ambulansem, którym został odwieziony. Gdy w walce pozostali już tylko dwaj uczestnicy, wtedy niebiorący oficjalnie udziału w głównym wydarzeniu The Rock odwrócił uwagę Austina, co pozwoliło McMahonowi wyeliminować przeciwnika i wygrać. 14 lutego McMahon zmierzył się ze Steve’em Austinem w walce typu Steel Cage match na gali St. Valentine’s Day Massacre. Stawką ponownie była możliwość walki o mistrzostwo na Wrestlemanii. Jednym z najbardziej ekstremalnych momentów walki było zrzucenie McMahona wspinającego się po zewnętrznej części ściany klatki na stół hiszpańskich komentatorów. W walce dominował Austin. Pod koniec pojedynku McMahon miał głowę we krwi, a Paul Wight przyszedł mu na pomoc, ale niechcący doprowadził do zwycięstwa Austina.
7 czerwca 1999 Vince McMahon ujawnił się jako anonimowy do tej pory handler Undertakera, co oznaczało, że był odpowiedzialny między innymi za porwanie własnej córki, Stephanie McMahon. W odpowiedzi na to ujawnienie, Stephanie i jej matka, wówczas dyrektor generalny WWF, Linda McMahon, oświadczyły, że razem posiadają połowę udziałów WWF i postanowiły je wykorzystać aby przekazać stanowisko dyrektora generalnego firmy Steve’owi Austinowi. 27 czerwca na King of the Ring Steve Austin, Vince McMahon i Shane McMahon (syn Vince’a McMahona) wzięli udział w walce typu ladder match. Stawką pojedynku było stanowisko zarządcze Austina. Ponieważ McMahonowie współpracowali ze sobą, Vince McMahon wygrał walkę i został dyrektorem generalnym WWF.

### Walki o główne mistrzostwo WWF w 1999 i 2000

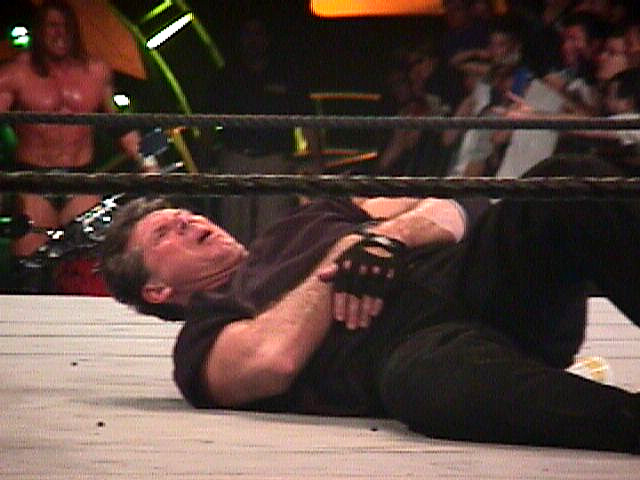
Vince McMahon na gali King of the Ring w 2000

14 września 1999 dzięki interwencji Stone Colda Steve’a Austina McMahon pokonał Triple H-a w walce o mistrzostwo WWF Championship. Natychmiast jednak się go zrzekł i zapowiedział, że nowy mistrz zostanie wyłoniony w specjalnym pojedynku na gali Unforgiven. Triple H skorzystał z prawa do rewanżu i pokonał McMahona w brutalnej walce 12 grudnia na gali Armageddon.
25 czerwca 2000 na gali King of the Ring wspólnie z Shane’em McMahonen i głównym mistrzem WWF, Triple H-em, Vince McMahon zmierzył się w walce 3 na 3 przeciwko The Rockowi i duetowi The Brothers of Destruction. Jego przeciwnicy wygrali, a on sam został przypięty przez Rocka, który przejął mistrzostwo.

### Wątek inwazji (2001)
23 marca 2001 Vince McMahon ogłosił wykupienie swojej największej konkurencji, World Championship Wrestling (WCW). W World Wrestling Federation rozpoczął się wątek znany jako Inwazja. Niespodziewanie Mr. McMahon wystąpił w programie WCW Nitro. W tym samym odcinku pojawił się jego syn, Shane McMahon, który poinformował ojca, że tak naprawdę to on kupił WCW, co zapoczątkowało rywalizację między nimi. 1 kwietnia na gali WrestleMania X-Seven Vince McMahon pokonał swojego syna w walce wrestlerskiej. Na tej samej gali Stone Cold Steve Austin zmierzył się z The Rockiem w walce bez dyskwalifikacji o należący do Rocka pas WWF Championship. Stone Cold nie radził sobie, więc dał znak znajdującemu się w okolicach ringu Vincowi McMahonowi, który podał Austinowi składane krzesło. Austin wykorzystał przedmiot jako broń, wygrał walkę oraz tytuł i świętował zwycięstwo razem z prezesem WWF. Był to heel turn Austina, który od tej pory przez kilka miesięcy był jednym z największych popleczników McMahona. Następnego dnia w Raw Is War Steve Austin, Triple H i Vince McMahon utworzyli stajnię o nazwie Power Trip. Wkrótce w WWF powstała frakcja The Alliance, założona przez dzieci McMahona, Shane’a i Stephanie McMahon oraz byłego zarządcę Extreme Championship Wrestling, Paula Heymana. 18 listopada 2001 na gali Survivor Series drużyna Vince’a McMahona (Chris Jericho, Big Show, Kane, The Rock i The Undertaker) pokonała drużynę The Alliance (Booker T, Kurt Angle, Rob Van Dam, Shane McMahon i Stone Cold Steve Austin), która zgodnie z zakładem została rozwiązana.

### Podział WWF na brandy (2001–2002)
19 listopada 2001 do WWF powrócił Ric Flair, który ogłosił, że kupił akcje firmy należące do Shane’a i Stephanie McMahon, co uczyniło go wspólnikiem Vince’a McMahona. Między wspólnikami rozpoczęła się rywalizacja.
20 stycznia 2002 na gali Royal Rumble Ric Flair pokonał McMahona w brutalnej walce typu Street Fight. McMahon postanowił sprowadzić do swojej firmy drużynę nWo (Hulk Hogan, Kevin Nash i Scott Hall), która miała mu pomóc w zniszczeniu firmy od środka, tak samo jak to czyniła w WCW. W marcu 2002 Flair i McMahon postanowili podzielić WWF na brandy – Flair przejął RAW, a McMahon SmackDown. 10 czerwca McMahon ponownie wyzwał Falira na pojedynek. Zwycięzca miał przejąć całą firmę na wyłączność. Tym razem wygrał McMahon dzięki pomocy Brocka Lesnara. Wkrótce McMahon przedstawił nowych managerów generalnych poszczególnych brandów. 15 lipca RAW przejął dawny szef WCW, Eric Bischoff, a 18 lipca SmackDown przejęła córka Vince’a McMahona, Stephanie McMahon.

### Rywalizacja z Hulkiem Hoganem (2003)
23 stycznia 2003 popularny w latach 80. w WWF i w latach 90. w WCW wrestler Hulk Hogan zapowiedział Powrót Hulkamanii. McMahon starał się umniejszać temu ogłoszeniu, twierdząc, że on bardziej przyczynił się do popularyzacji wrestlingu i rozwoju firmy. W odpowiedzi Hogan zaatakował go i powalił. Był to początek nowej rywalizacji. 30 stycznia McMahon zarządził walkę Hogana i Rocka na gali No Way Out. Odbyła się ona 23 lutego. Zwyciężył Rock dzięki nieprzepisowej pomocy samego McMahona. 27 lutego McMahon ogłosił śmierć Hulkamanii i zapowiedział nową erę McMahonmanii. 6 marca zażądał walki przeciwko Hoganowi, a 20 marca zaatakował rywala i kazał mu podpisać kontrakt na walkę swoją własną krwią. Pojedynek odbył się 30 marca na gali WrestleMania 19. Mimo niespodziewanej pomocy Rowdy Roddy Pipera, McMahon przegrał starcie. 3 kwietnia zadecydował, że nie zezwoli Hoganowi na dalsze występy w organizacji i będzie mu płacił za pozostanie w domu. Hogan jednak powrócił 1 maja pod maską i pseudonimem Mr. America, zaprzeczając jakoby miał być Hulkiem Hoganem. Wszyscy znali prawdę, więc McMahon aby mieć podstawy do zwolnienia Hogana za nieposłuszeństwo 29 maja przeprowadził na nim test wariografem. Mr. America nadal zaprzeczając swojej prawdziwej tożsamości przeszedł test pomyślnie. Wrestlera w konflikcie z przełożonym wspierał Zach Gowen. 3 lipca McMahon ujawnił nagranie, na którym Mr. America zdejmuje maskę. Na podstawie tego dowodu McMahon zwolnił wrestlera. 27 lipca zakończył też rywalizację z Gowenem pokonując go w krwawej walce.

### Różne wątki w latach 2003–2006

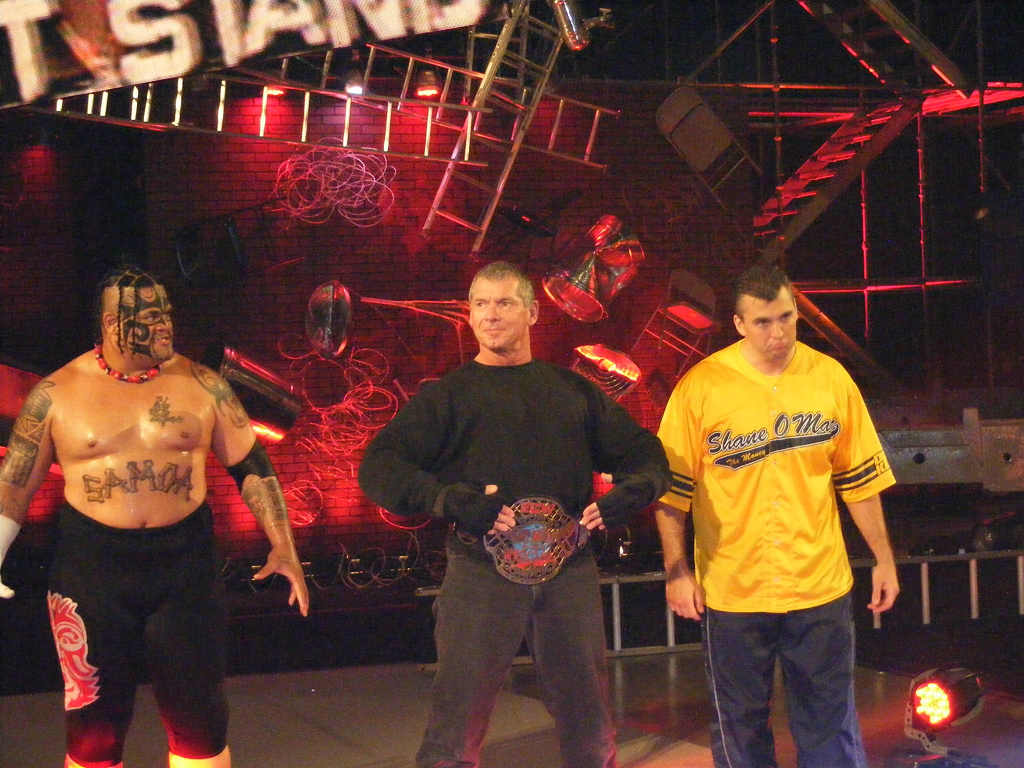
Vince McMahon (w środku) z pasem ECW Championship, Umagą (z lewej) i synem Shane’em McMahonem (z prawej) w 2007

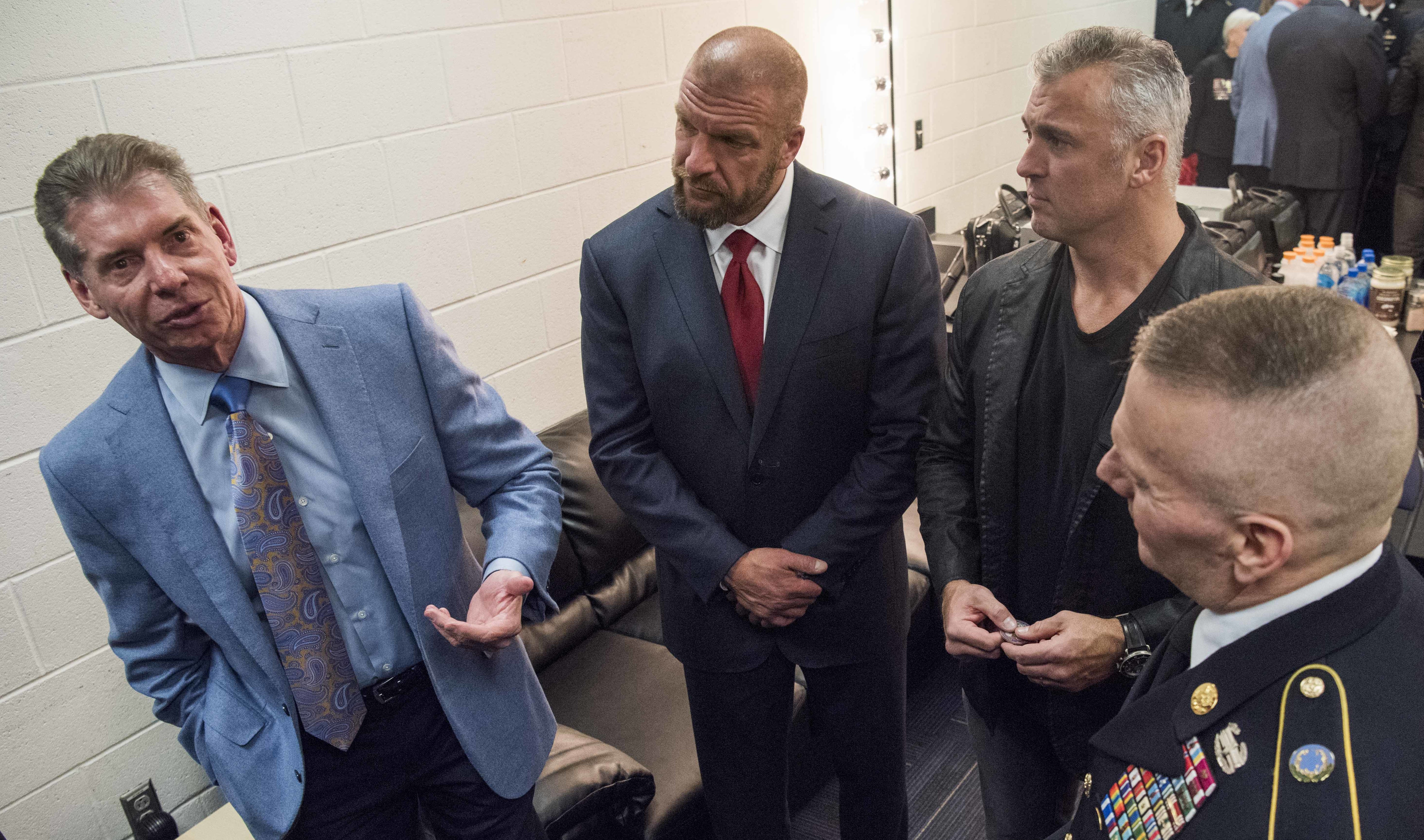
Vince McMahon (z lewej) z zięciem Triple H-em (w środku) i synem Shane’em McMahonem (z prawej) w 2016

2 października 2003 Vince McMahon nakazał swojej córce Stephanie McMahon zrezygnować z posady managera generalnego SmackDown. Stephanie odmówiła, więc ojciec wyzwał ją na pojedynek. 19 października Vince McMahon pokonał córkę na gali No Mercy w walce typu „I Quit” match. Na tej samej gali pomógł Brockowi Lesnarowi pokonać The Undertakera. 23 października McMahon mianował Paula Heymana nowym managerem generalnym SmackDown. W pierwszym odcinku Heymanana The Undertaker wygrał prawo do dowolnej walki na gali Survivor Series. Undertaker zażądał Buried Alive matchu przeciwko McMahonowi, któremu mimo prób nie udało się wymigać od walki. Starcie odbyło się 16 listopada. McMahon wygrał dzięki pomocy Kane’a.
W 2007 na oczach widzów Vince McMahon założył się z Donaldem Trumpem, że 1 kwietnia na gali WrestleManii 23 Umaga pokona Bobby’ego Lashley. Przegrany zakładu miał publicznie ogolić głowę. Walka została nazwana The Battle of the Billionaires, a sędzią w niej był Stone Cold Steve Austin. Donald Trump i Vince McMahon stali w narożnikach swoich zawodników, a w trakcie walki Trump zaatakował McMahona. Pojedynek wygrał Bobby Lashley, więc to McMahon został ogolony przez Trumpa.
11 lipca 2007 w programi WWE Raw Vince McMahon został zabity w wybuchu swojej limuzyny. WWE traktowało ten wątek fabularny poważnie. McMahonowi został poświęcony odcinek WWE ECW z 12 lipca i WWE SmackDown z 15 czerwca. W obu odcinkach widownia buczała dając wyraz swojej dezaprobaty i niedowierzania. 18 czerwca Stephanie McMahon poprzysięgła zemstę za śmierć swojego ojca. 25 czerwca Vince McMahon postanowił bez puenty zakończyć wątek swojej śmierci z powodu prawdziwej tragicznej śmierci wrestlera Chrisa Benoit, przy której taka fabuła programów WWF byłaby w złym guście. 6 sierpnia w programie Raw McMahon powiedział, że upozorował swoją śmierć aby sprawdzić co ludzie o nim myślą. Zwrot akcji w tym wątku był taki, że McMahon okazał się mieć nieślubne dziecko, które było też gwiazdą WWE. Wiele wskazywało na to, że nieślubnym dzieckiem jest Mr. Kennedy. Ostatecznie jednak nieślubnym synem okazał się mający niedobór wzrostu Hornswoggle. McMahon i Hornswoggle przez kilka miesięcy zmagali się z burzliwą relacją. Na zmianę rywalizowali lub wspierali się nawzajem. 25 lutego 2008 ogłoszono, że Hornswoggle jednak nie jest synem McMahona.
29 kwietnia 2007 pokonał Bobby’ego Lashleya w walce 3 na 1 o pas ECW Championship. U boku McMahona walczyli jego syn Shane McMahon i Umaga. Po wielu próbach odzyskania mistrzostwa Lashley w końcu pokonał McMahona 3 czerwca w walce typu Street Fight na gali One Night Stand i odzyskał tytuł.
Od 26 maja do 23 czerwca 2008 Vince McMahon w celu uratowania oglądalności swoich programów rozdawał po milionie dolarów każdej osobie, która szczęśliwie się do niego dodzwoniła.
15 czerwca 2009 Vince McMahon ogłosił, że program telewizyjny Monday Night Raw został sprzedany Donaldowi Trumpowi. Trump ogłosił, że od tej pory w czasie programu nie będzie reklam, a on sam osobiście zwróci pełną cenę biletu ludziom, którzy przyszli tego wieczoru. Chociaż całe wydarzenie było wyreżyserowane i miało na celu jedynie rozwój fabuły, akcje WWE gwałtownie spadły po tym oświadczeniu o 7%. Tydzień później Vince McMahon odkupił program za podwójną cenę.
W 2009 i 2010 McMahon rywalizował z Bretem Hartem, emerytowanym wówczas wrestlerem, którego w rzeczywistości oszukał w 1997, w czasie niesławnego incydentu zwanego Montreal Screwjob. Ta rywalizacja była znacząca, ponieważ Montreal Screwjob zapoczątkowało karierę wrestlerską Vince’a McMahona. 28 marca 2010 Bret Hart pokonał rywala na gali WrestleMania 26. Była to ostatnia walka w karierze McMahona. Od tego momentu zarządca WWE ograniczył swoje występy. Jego obecność zwykle oznaczała specjalną okazję. W 2016 ogłosił drugi podział WWE na brandy i w fabule oddał kontrolę nad firmą swoim dzieciom, Shane’owi i Stephanie McMahon.

## Inne media

### Gry komputerowe
Przedstawiająca go grywalna postać pojawiła się w dwudziestu dwóch grach z serii WWE. Były to kolejno:
WWF WrestleMania 2000 (1999, N64), WWF SmackDown! (2000, PS), WWF Royal Rumble (2000, DC), WWF No Mercy (2000, N64), WWF SmackDown! 2: Know Your Role (2000, PS), WWF SmackDown! Just Bring It (2001, PS2), WWE Raw (2002, Xbox, PC), WWE Wrestlemania X-8 (2002, GC), WWE SmackDown! Shut Your Mouth (2002, PS2), WWE Crush Hour (2003, GC, PS2), WWE Wrestlemania XIX (2003, GC), WWE SmackDown! Here Comes The Pain (2003, PS2), WWE SmackDown! vs. RAW 2008 (2007, Wii, DS, Xbox360, PS2, PS3, PSP), WWE SmackDown vs. RAW 2009 (2008, Wii, DS, Xbox360, PS2, PS3, PSP), WWE SmackDown vs. RAW 2010 (2009, Wii, DS, Xbox360, PS2, PS3, PSP), WWE SmackDown vs. RAW 2011 (2010, Wii, Xbox360, PS2, PS3, PSP), WWE '12 (2011, Wii, Xbox360, PS3), WWE '13 (2012, Wii, Xbox360, PS3), WWE 2K14 (2013, Xbox360, PS3), WWE 2K16 (2015, Xbox360, XboxOne, PS3, PS4, PC), WWE 2K17 (2016, Xbox360, XboxOne, PS3, PS4, PC) i WWE 2K18 (2017, XboxOne, PS4, PC).
Wrestler na nim wzorowany pojawił się też w grze Fire Pro Wrestling (2001, GB, GBA). Nazywał się Godfather Madman Musci.
| Rok             | Tytuł                             | Rola   |
| --------------- | --------------------------------- | ------ |
| 2013            | WWE 2K14                          | On sam |
| 2012            | WWE '13                           | On sam |
| 2011            | WWE '12                           | On sam |
| 2010            | WWE SmackDown vs. Raw 2011        | On sam |
| 2009            | WWE SmackDown vs. Raw 2010        | On sam |
| 2006            | WWE SmackDown vs. Raw 2007        | On sam |
| 2005            | WWE WrestleMania 21               | On sam |
| 2004            | WWE SmackDown! vs. Raw            | On sam |
| 1998            | WWF War Zone                      | On sam |
| 1996            | WWF In Your House                 | On sam |
| 1995            | WWF Wrestlemania: The Arcade Game | On sam |
| Źródło: Filmweb |                                   |        |

### Filmografia

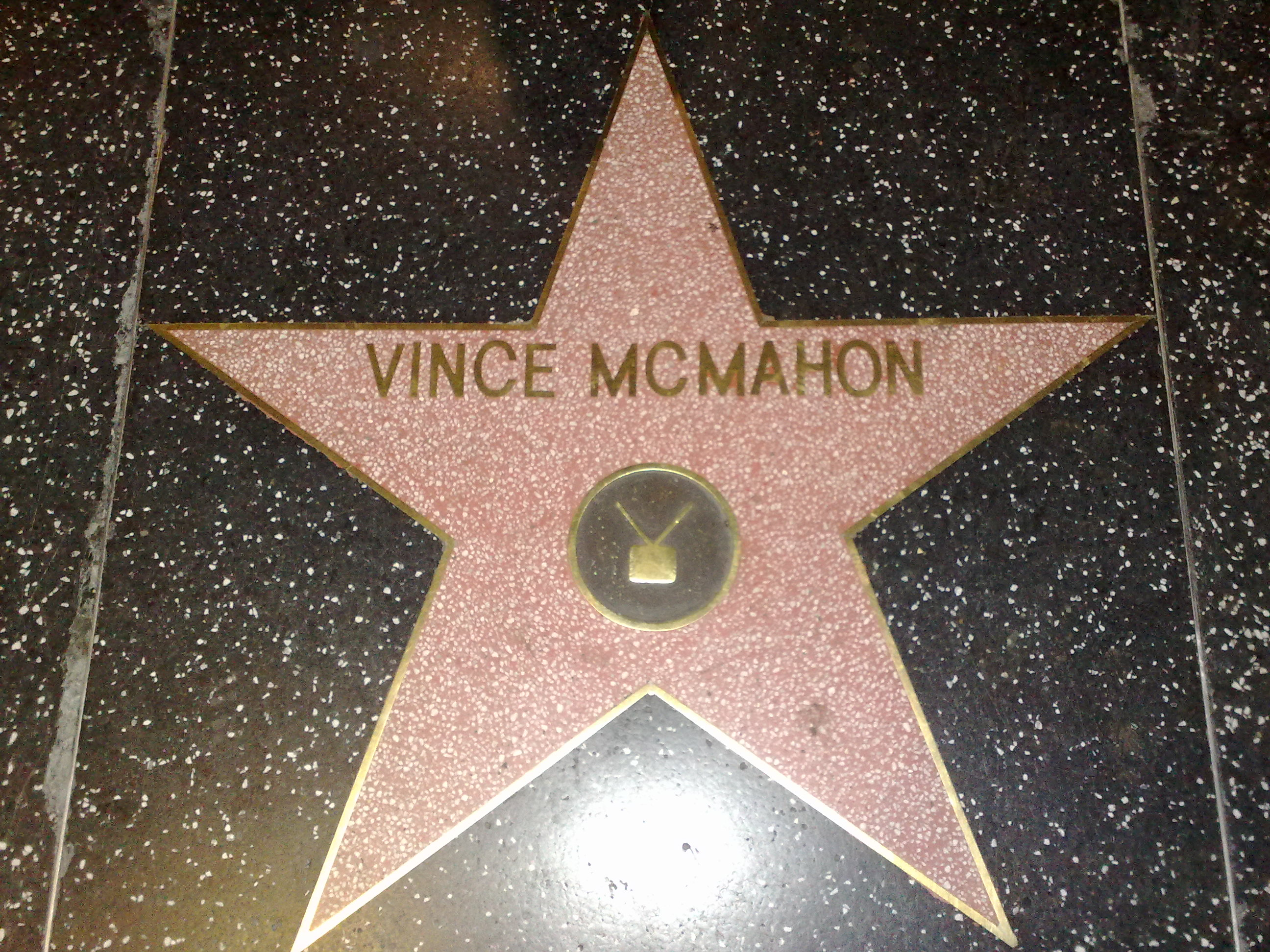
Gwiazda Vince’a McMahona na Alei Gwiazd w Los Angeles

#### Aktor
| Rok             | Tytuł                                      | Rola                          | Inne informacje                       | Inne informacje                       |
| --------------- | ------------------------------------------ | ----------------------------- | ------------------------------------- | ------------------------------------- |
| 2017            | Surf’s Up 2: WaveMania                     | Pan McMahon                   | direct-to-video, film animowany, głos | direct-to-video, film animowany, głos |
| 2017            | The Jetsons & WWE: Robo-WrestleMania!      | On sam / Pan McMoonman        | film animowany, głos                  | film animowany, głos                  |
| 2016            | Scooby-Doo! i WWE: Potworny wyścig         | On sam                        | film animowany, głos                  | film animowany, głos                  |
| 2015            | Flintstonowie: Wielkie Łubu-dubu           | Vince McMagma                 | film animowany, głos                  | film animowany, głos                  |
| 2014            | Scooby Doo: WrestleMania – Tajemnica ringu | On sam                        | film animowany, głos                  | film animowany, głos                  |
| 2004            | Stripperella                               | Dirk McMahon                  | serial animowany, głos                | 2 odcinki                             |
| 2003            | Stripperella                               | Dirk McMahon                  | serial animowany, głos                | 1 odcinek                             |
| 1986            | Bezlitośni ludzie                          | Spiker wrestlingu w telewizji | głos                                  | głos                                  |
| Źródło: Filmweb |                                            |                               |                                       |                                       |

#### Producent
| Rok             | Tytuł                      | Inne informacje      |
| --------------- | -------------------------- | -------------------- |
| 2009            | W cywilu 2                 | producent wykonawczy |
| 2007            | Potępiony                  | producent wykonawczy |
| 2006            | Hotel śmierci              | producent wykonawczy |
| 2006            | W cywilu                   | producent wykonawczy |
| 2003            | Witajcie w dżungli         | producent wykonawczy |
| 2002            | Król Skorpion              | producent wykonawczy |
| 1989            | Wszystkie chwyty dozwolone |                      |
| 1985            | Zapasy z Hulkiem Hoganem   | serial animowany     |
| Źródło: Filmweb |                            |                      |

## Życie prywatne
W wieku szesnastu lat Vincent Kennedy Lupton poznał trzynastoletnią wówczas Lindę Edwards, córkę przyjaciółki i współpracownicy jego matki. Pobrali się 26 sierpnia 1966, a Linda Edwards przyjęła nazwisko męża, wówczas McMahon. Linda McMahon współzarządzała firmą World Wrestling Federation / Entertainment (WWF / WWE) i okazjonalnie pojawiała się w programach telewizyjnych tej firmy. Bez powodzenia kandydowała do Senatu Stanów Zjednoczonych ze stanu Connecticut w 2010 i w 2012. Jej aspiracje polityczne były jedną z przyczyn przyjęcia przez programy WWE familijnego formatu. W 2016 prezydent Stanów Zjednoczonych Donald Trump mianował ją na stanowisko administratora agencji ds. małych firm Small Business Administration w swoim pierwszym gabinecie, zaś w 2024 powierzył jej urząd sekretarza edukacji USA w drugim gabinecie. Vince McMahon przyznał się swojej żonie do zdradzania jej. Oboje postanowili jednak pozostać w związku i wspólnie pracować nad rozwiązaniem problemu niewierności McMahona.
Pierwsze dziecko Vince’a i Lindy McMahon, syn Shane Brandon McMahon, urodził się 15 stycznia 1970 w Gaithersburgu w Maryland. Ich córka Stephanie Marie McMahon, urodziła się 24 września 1976 w Hartford w stanie Connecticut. Dzieci McMahonów również związały się z firmą WWE.
Starszy brat Vince’a McMahona, Roderick McMahon, nie jest osobą publiczną. Mieszka w Teksasie i pracuje w branży związanej z przetwórstwem stali.

## Mistrzostwa i osiągnięcia

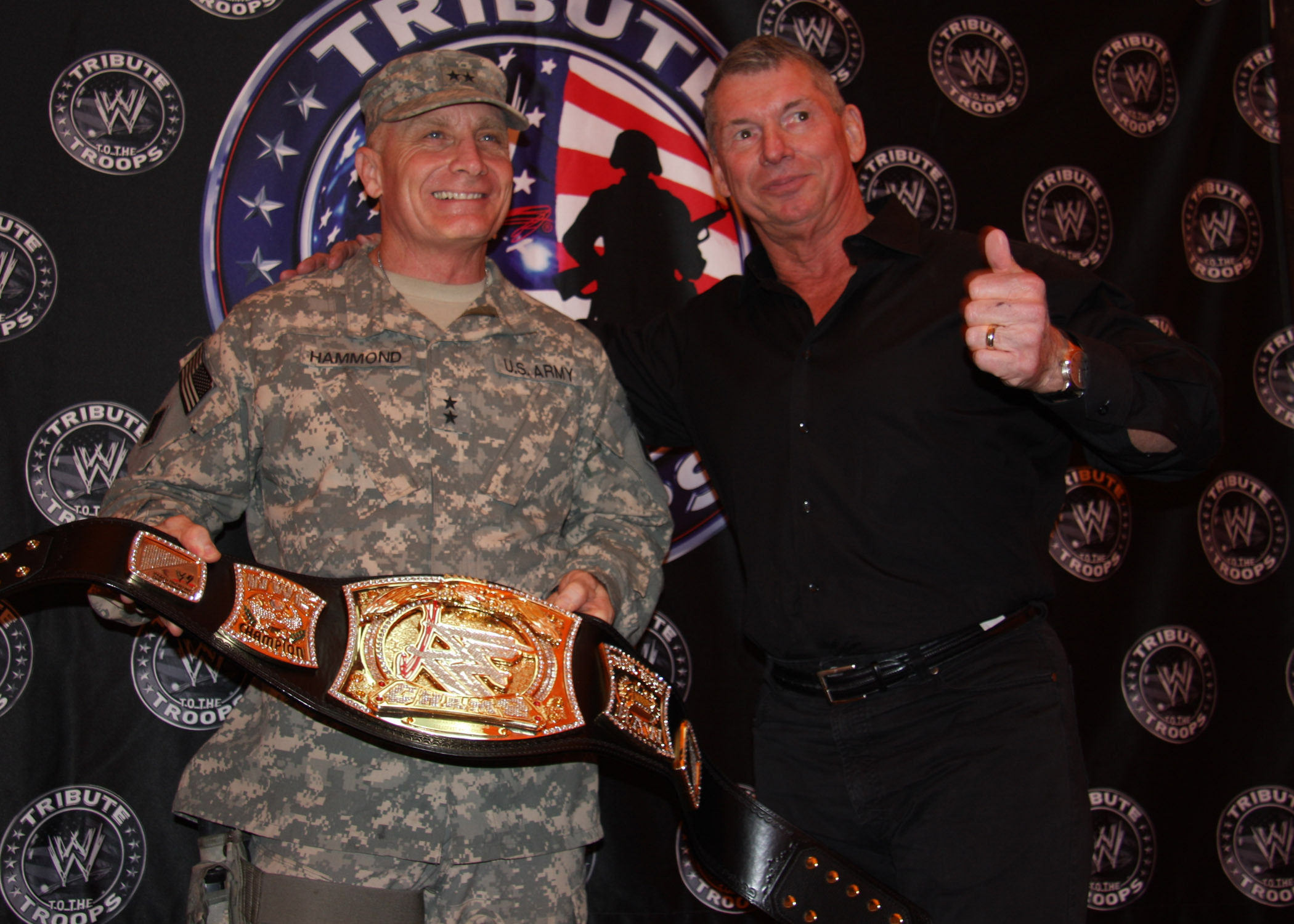
Generał Jeffery Hammond (z lewej) pozujący z Vince’em McMahonem (z prawej) i pasem mistrzowskim WWE Championship w 2008

- World Wrestling Federation / Entertainment
  - ECW Heavyweight Championship (1 raz)
  - WWF World Heavyweight Championship (1 raz)
  - Zwycięzca Royal Rumble w 1999
- Pro Wrestling Illustrated
  - Feud roku (1996, 1998, 1999, 2001)
  - Stanley Weston Award (2009)[1]
- Professional Wrestling Hall of Fame and Museum
  - Wprowadzony w 2011[71]
- Wrestling Observer Newsletter
  - Najlepszy Feud (1998, 1999)
  - Najlepsza osobowość niebędąca wrestlerem (1999, 2000)
  - Najlepszy booker (1998, 1999, 2000)
  - Najlepszy promotor (1998, 1999, 2000)
  - Wrestling Observer Newsletter Hall Of Fame (1996)[1]